# Juanulloa ochracea
Juanulloa ochracea är en potatisväxtart som beskrevs av José Cuatrecasas. Juanulloa ochracea ingår i släktet Juanulloa och familjen potatisväxter. Inga underarter finns listade i Catalogue of Life.